# 山神社 (豊岡市)

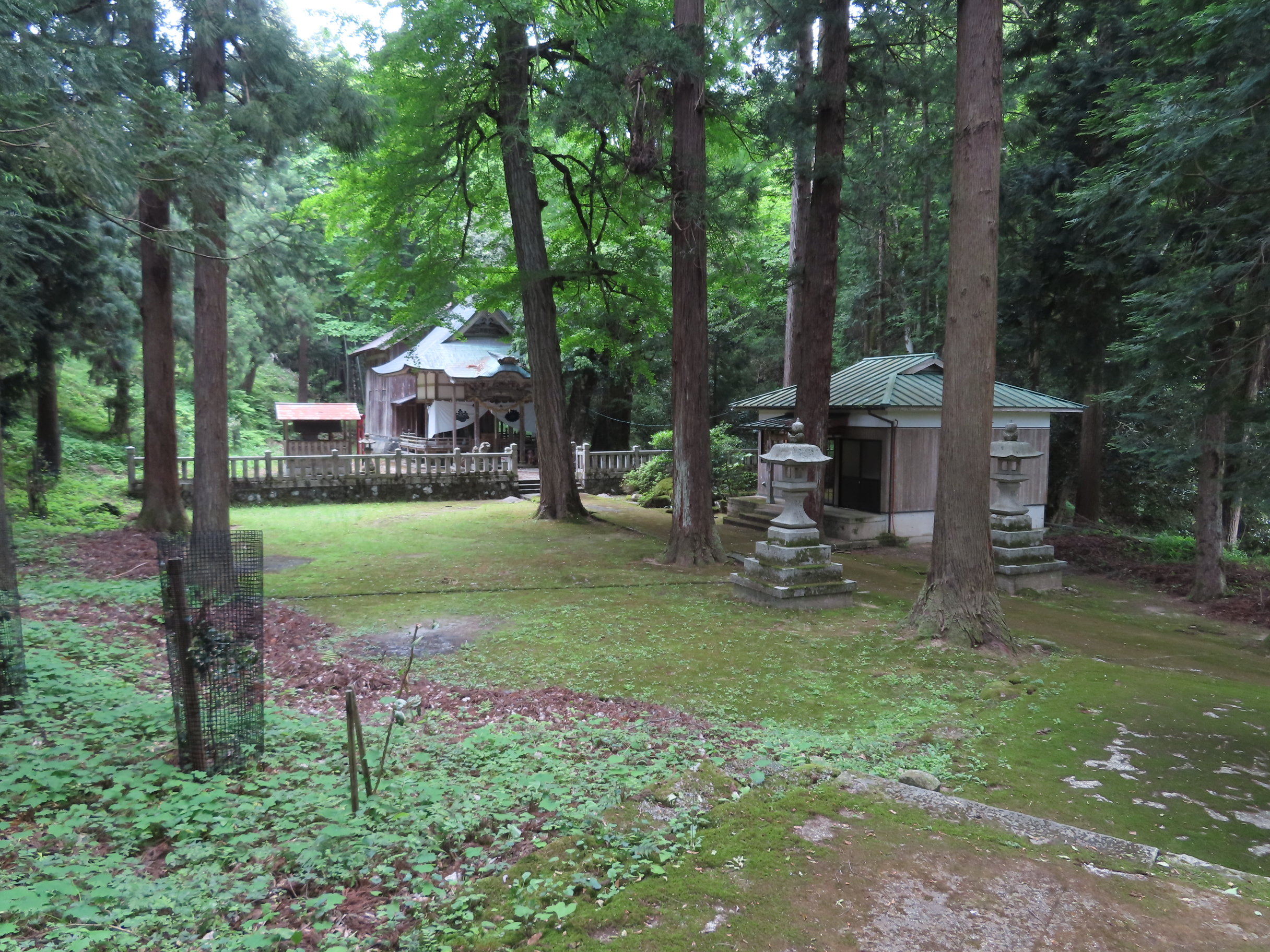
境内

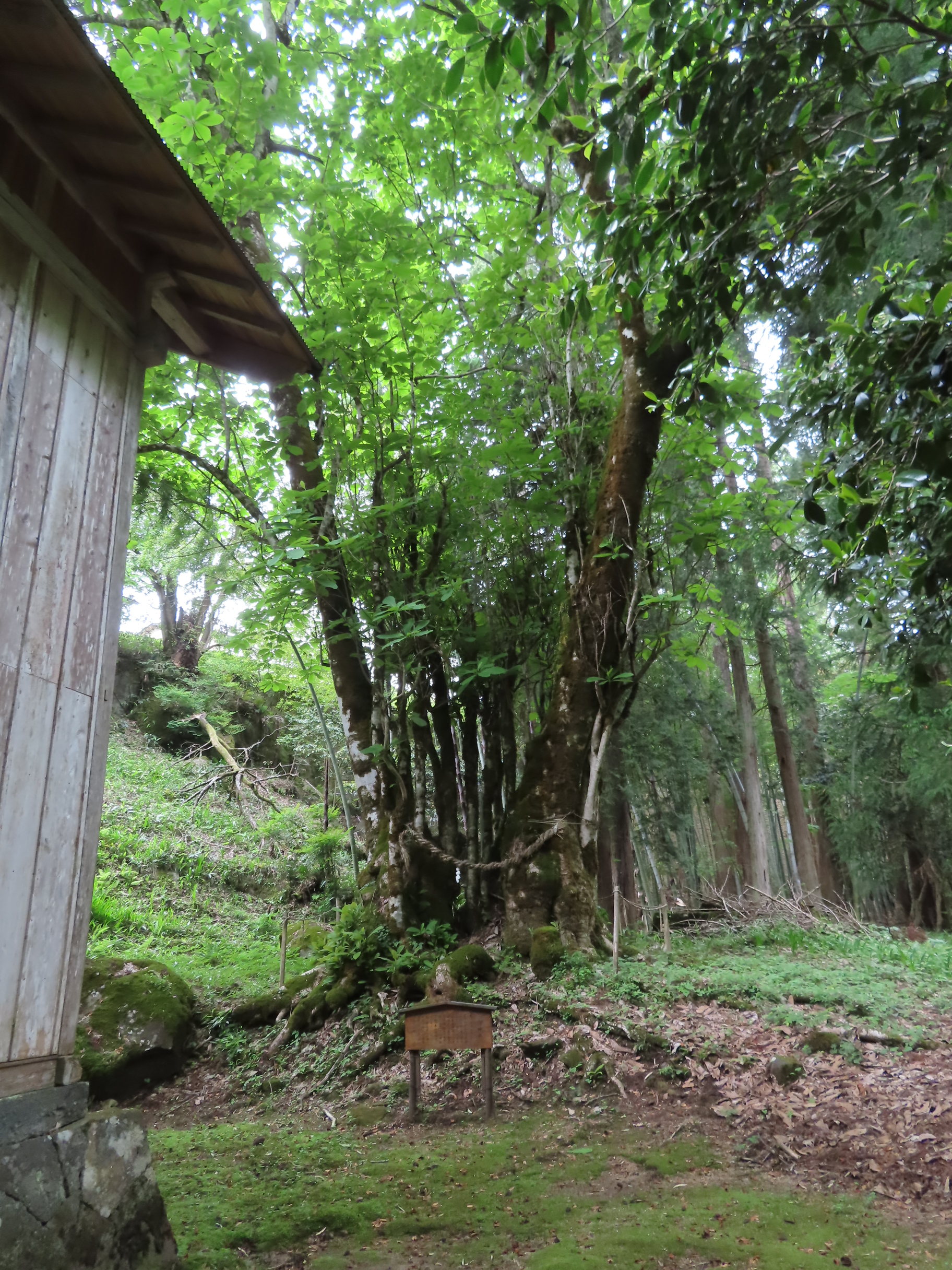
御神木のホオノキ

山神社（やまじんじゃ）は、兵庫県豊岡市日高町にある神社。式内社（名神大社）、旧社格は村社。但馬に十社ある名神大社のひとつ。

## 概要
市指定天然物となっている山神社社叢は、広大な境内に 朴（ホオノキ）の巨木が茂り、見事である。

## 祭神
句句廼馳命（くくのちのみこと）

## 但馬国官幣社について
『延喜式』3（臨時祭）・名神祭条〔28〕
名神祭二百八十五座。粟鹿神社一座。夜夫神社二座。伊豆志神社八座。
山神社一座。戸神社一座。雷神社一座。
[木蜀]椒神社一座。海神社一座。已上但馬国。

## 摂末社
稲荷神社

## 文化財
山神社社叢　市指定天然物

## 所在地情報
所在地
- 兵庫県豊岡市日高町山宮409番地3

交通
- バス
  - 江原駅（JR西日本山陰本線）から、山宮（全但バス神鍋高原線東河内方面行き）下車、約23分、徒歩4分。

- 車
  - 国道312号祢布交差点から国道482号を西へ、約14分。